# 1988 في سويسرا
فيما يلي قوائم الأحداث التي وقعت خلال عام 1988 في سويسرا.

## رياضة
- 24 يوليو – سباق طواف فرنسا 1988 الفائزون ستيفن روكس، بيدرو ديلغادو، فابيو بارا.

## مواليد

### فبراير
- 8 فبراير – كريستيان شنويلي لاعب كرة قدم سويسري.
- 12 فبراير – نيكولاس شيندلهولز لاعب كرة قدم سويسري.
- 18 فبراير – ميكائيل سيجفريد لاعب كرة قدم سويسري.
- 20 فبراير – مورينو كوستانزو لاعب كرة قدم سويسري.
- 28 فبراير – جوناس إلمر لاعب كرة قدم سويسري.

### مارس
- 10 مارس – إيفان راكيتيتش لاعب كرة قدم كرواتي.

### أبريل
- 22 أبريل – دانييل بافلوفيتش

### مايو
- 2 مايو – فابيان لوستينبيرغر لاعب كرة قدم سويسري.
- 17 مايو – فرانك فيلتشير لاعب كرة قدم فنزويلي.

### يونيو
- 7 يونيو – يان مارتي لاعب كرة مضرب سويسري.
- 9 يونيو – مارتن ستيوبل لاعب كرة قدم سويسري.
- 12 يونيو – إرين دردييوك لاعب كرة قدم سويسري.
- 15 يونيو – دوني جورتر لاعب كرة قدم هولندي.

### يوليو
- 1 يوليو – اكزافيه هوشتراسير لاعب كرة قدم سويسري.
- 6 يوليو – كيفين فيكينتسكر لاعب كرة قدم سويسري.
- 15 يوليو – شكيلزين غاشي لاعب كرة قدم.

### أغسطس
- 9 أغسطس – ستيفانيا بوفا لاعبة كرة مضرب سويسرية.
- 11 أغسطس – دانيال فانجير لاعب كرة قدم سويسري.
- 16 أغسطس – يانيك غيرا متسابق دراجات نارية إسباني.
- 21 أغسطس – جايتانو بيراردي لاعب كرة قدم سويسري.
- 30 أغسطس – ايغور ديوريتش لاعب كرة قدم سويسري.

### سبتمبر
- 1 سبتمبر – سيمونا دي سيلفسترو سائقة سيارة سباق سويسرية.
- 19 سبتمبر – مايك غوميز لاعب كرة قدم سويسري.

### أكتوبر
- 31 أكتوبر – سيباستيان بويمي سائق سيارة سباق سويسري.

### ديسمبر
- 17 ديسمبر – يان سومر لاعب كرة قدم سويسري.

## وفيات

### فبراير
- 1 فبراير – لوليتا بايوت (مواليد 1910) لاعبة كرة مضرب سويسرية.

### مايو
- 1 مايو – لويس مورر (مواليد 1904) لاعب كرة قدم.